# Torneo de Múnich 2019
El BMW Open by FWU 2019 fue un torneo de tenis que perteneció a la ATP en la categoría de ATP World Tour 250. Se disputó entre el 29 de abril y el 5 de mayo de 2019 sobre polvo de ladrillo en el MTTC Iphitos en Múnich (Alemania).

## Distribución de puntos
| Modalidad            | Campeón | Finalista | Semifinales | Cuartos de final | 2ª ronda | 1ª ronda | Clasificados | 2ª ronda de clasificación | 1ª ronda de clasificación |
| Individual masculino | 250     | 165       | 100         | 50               | 25       | 0        | 13           | 7                         | 0                         |
| Dobles masculino     | 250     | 150       | 90          | 45               | 20       | 0        | -            | -                         | -                         |

## Cabezas de serie

### Individuales masculino
| Tenista           | Ranking | Preclasificado |
| Alexander Zverev  | 3       | 1              |
| Karen Jachanov    | 13      | 2              |
| Marco Cecchinato  | 17      | 3              |
| Roberto Bautista  | 21      | 4              |
| Kyle Edmund       | 23      | 5              |
| Diego Schwartzman | 25      | 6              |
| Guido Pella       | 28      | 7              |
| Márton Fucsovics  | 36      | 8              |

- Ranking del 22 de abril de 2019.[2]

### Dobles masculino
| Tenista                      | Ranking | Preclasificado |
| Rohan Bopanna Dominic Inglot | 67      | 1              |
| Austin Krajicek Artem Sitak  | 81      | 2              |
| Ken Skupski Neal Skupski     | 91      | 3              |
| Roman Jebavý Andrés Molteni  | 100     | 4              |

## Campeones

### Individual masculino
Christian Garín venció a  Matteo Berrettini por 6-1, 3-6, 7-6(7-1)

### Dobles masculino
Frederik Nielsen /  Tim Puetz vencieron a  Marcelo Demoliner /  Divij Sharan por 6-4, 6-2